# Alex Pettyfer
Alexander Richard "Alex" Pettyfer (Stevenage, Hertfordshire; 10 de abril de 1990) es un actor y modelo británico. Es conocido por interpretar a Alex Rider en la película de 2006 Stormbreaker y a John Smith en Soy el número cuatro. Pettyfer fue nominado a los Young Artist Awards y los Empire Awards por su papel.

## Biografía
Pettyfer nació en Stevenage, Hertfordshire, hijo de Lee Ireland (Robinson de soltera), una decoradora de suéteres, y Richard Pettyfer, un actor. 

Tiene un medio hermano, James Ireland, que es tenista, del nuevo matrimonio de su madre con Michael Ireland, un promotor inmobiliario.
De pequeño actuó en obras de teatro escolares como la adaptación de Charlie y la fábrica de chocolate, donde personificó a Willy Wonka, y Blancanieves y los siete enanitos donde interpretó a un enano. Pettyfer fue educado en dos escuelas primarias independientes: The Mall School, una pequeña escuela en Twickenham y después en la escuela Lambrook Haileybury en Berkshire.[cita requerida] Posteriormente, asistió a otras dos escuelas independientes: Millfield School en Street, Somerset y Shiplake College cerca de Henley-on-Thames en Oxfordshire. Después de su GCSE, dejó Shiplake College y asistió a la Sylvia Young Theatre School, una escuela independiente de teatro.

## Carrera
Comenzó su carrera de modelo a la edad de siete años para Gap, después de conocer a Ralph Lauren en una tienda de juguetes en la ciudad de Nueva York. 
En 2005, después de su carrera como modelo, Pettyfer hizo su debut como actor profesional en una producción de la televisión británica llamada Tom Brown's Schooldays, interpretando a Tom Brown, el personaje principal; recibiendo comentarios positivos por su actuación. En el 2006 obtuvo su papel más destacado hasta el momento, el del espía adolescente del MI6 Alex Rider en la película Stormbreaker, basado en la novela de Anthony Horowitz. Fue uno de los quinientos actores que audicionaron para el papel. Pettyfer prefirió estar en este film en vez de tener un papel en Eragon, por su miedo a volar ya que Stormbreaker sería filmada en la Isla de Man en Gran Bretaña, mientras que Eragon sería filmada en la República Checa; además le gustaba el elenco de Stormbreaker.
En un artículo sobre su trabajo en la película, se le describió como "no es bastante bueno como actor". Informes de prensa especializada dijeron que con la película se esperaban convertir a Pettyfer en un "ídolo adolescente".
Luego apareció en Wild Child, una película adolescente ambientada en parte de California, Kent y Yorkshire, que tuvo como escenario principal el internado femenino Cobham Hall en Kent. Él personificó a Freddie Kingsley, el interés amoroso del personaje de Emma Roberts, protagonista de la película. En 2009, caracterizó al cruel líder de un grupo de adolescentes en la película de horror-comedia Tormented.
El 14 de junio de 2009, Pettyfer ocupó el primer puesto del top 50 de los solteros más codiciados del Reino Unido en la revista femenina Company. En agosto de 2009 la revista británica Glamour lo ubicó en el puesto veintiuno de su lista de los hombres más atractivos del planeta, según una encuesta hecha a dos mil mujeres en el Reino Unido.
Protagonizó la película Beastly, basada en la novela de Alex Flinn, junto a Mary-Kate Olsen, Vanessa Hudgens y Neil Patrick Harris. Terminó de filmarla el 13 de agosto de 2009, de acuerdo con la cuenta de Twitter de la película y fue estrenada el 4 de marzo de 2011.
Pettyfer encarnó al personaje principal del film Soy el número cuatro, estrenada en febrero de 2011. La película la coprotagonizó junto a Timothy Olyphant, Dianna Agron y Teresa Palmer y fue dirigida por D.J. Caruso, producida por Michael Bay y su productor ejecutivo fue Steven Spielberg.
En 2012, se estrenó el largometraje Magic Mike, en la cual Pettyfer encarna a un aprendiz de estríper apodado "el niño" ("The Kid").

## Vida personal
En diciembre de 2019 se comprometió con la modelo alemana Toni Garrn. Se casaron en octubre de 2020. En marzo de 2021 anunciaron que estaban esperando su primer hijo. Su hija, Luca Malaika, nació en julio de 2021.
Después de casi un año de casados, el 22 de abril de 2023, su esposa Toni Garrn, anunció a través de su cuenta de Instagram su divorcio del actor, después de más de tres años juntos.

## Filmografía completa

### Cine
| Cine | Cine                                  | Cine                               | Cine                     | Cine                                | Cine |
| Año  | Título                                | Título                             | Título                   | Rol                                 |      |
| Año  | Título original                       | Título en España                   | Título en Hispanoamérica | Rol                                 |      |
| ---- | ------------------------------------- | ---------------------------------- | ------------------------ | ----------------------------------- | ---- |
| 2006 | Stormbreaker                          | Alex Rider: Operación Stormbreaker | Alex Rider               | Alex Rider                          |      |
| 2008 | Wild Child                            | Megapetarda                        | Diva adolescente         | Freddie Kingsley                    |      |
| 2009 | Tormented                             | Tormented                          | Atormentado              | Bradley White                       |      |
| 2011 | I Am Number Four                      | Soy el número cuatro               | Soy el número cuatro     | John Smith/Number Four/Daniel Jones |      |
| 2011 | Beastly                               | El corazón de la bestia            | El corazón de la bestia  | Kyle Kingson/Hunter                 |      |
| 2011 | In Time                               | In Time                            | El precio del mañana     | Fortis                              |      |
| 2012 | Magic Mike                            | Magic Mike                         | Magic Mike               | Adam/"El niño"                      |      |
| 2013 | The Butler                            | El mayordomo                       | El mayordomo             | Thomas Westfall                     |      |
| 2014 | Endless Love                          | Más allá del amor                  | Amor Eterno              | David Elliot                        |      |
| 2016 | Elvis & Nixon                         | Elvis & Nixon                      | Elvis & Nixon            | Jerry Schilling                     |      |
| 2017 | The Strange Ones                      | The Strange Ones                   | The Strange Ones         | Nick                                |      |
| 2017 | Back Roads                            | Back Roads                         | Back Roads               | Harley Altmyer                      |      |
| 2018 | The Last Witness                      | El último testigo                  | El último testigo        | Stephen Underwood                   |      |
| 2024 | Sunrise                               | TBA                                | TBA                      | Fallon                              |      |
| 2024 | The Ministry of Ungentlemanly Warfare | El ministerio de la guerra sucia   | Guerra sin Reglas        | Geoffrey Appleyard                  |      |

### Televisión
- 2005: Tom Brown's Schooldays

## Como modelo
Pettyfer ha sido modelo en varias campañas de Burberry.
- 2008: Burberry - Primavera/Verano
- 2008: Burberry - El ritmo para hombres agua de colonia
- 2009: Burberry - Primavera/Verano

## Premios y nominaciones
| Año  | Premio              | Categoría                                                                            | Rol                            | Resultado |
| ---- | ------------------- | ------------------------------------------------------------------------------------ | ------------------------------ | --------- |
| 2007 | Young Artist Awards | Mejor actuación de un joven actor como protagonista en un largometraje internacional | Alex Rider en Stormbreaker     | Nominado  |
| 2007 | Empire Award        | Mejor actor revelación                                                               | Alex Rider en Stormbreaker     | Nominado  |
| 2010 | ShoWest Award       | Actor del mañana                                                                     | Actor del mañana               | Ganador   |
| 2011 | MTV Movie Awards    | Estrella más jodida                                                                  | Soy el número cuatro           | Nominado  |
| 2011 | Teen Choice Awards  | Mejor beso (junto con Vanessa Hudgens)                                               | Beastly                        | Nominado  |
| 2011 | Teen Choice Awards  | Actor revelación                                                                     | Beastly y Soy el número cuatro | Ganador   |